# Schrottsammler
Ein Schrottsammler, in Teilen auch der ambulante Altwarenhändler oder Trödler, verdienen ihren Lebensunterhalt mit der Sammlung von Alt- und Abfallstoffen aus Metall, die nach ihrem Verkauf erneut als Ausgangs- und Wertstoffe in der Produktion Verwendung finden können. Das Handeln mit Altwaren wird auch Trödeln genannt.

## Geschichte
Historisch handelt es sich um eine Tätigkeit, die das Altstoffsammeln der vorindustriellen Zeit fortführt. Der Lumpensammler oder der Knochenhändler der frühen Neuzeit entsorgte die vor allem bei der ländlichen Bevölkerung sich ansammelnden, von ihr nicht weiter verwertbaren Reststoffe und gab dafür billige Haushaltsgegenstände (Irdengeschirr, Kurzwaren). In der Papier- oder Knochenmühle erhielt er für sein Sammelgut Geld, mit dem er die bei den Herstellern seines Tauschguts auf Kommission gekaufte Ware bezahlte: eine Kreislauf- und zugleich Nischenökonomie, die den gesellschaftlich und ökonomisch Marginalisierten eine Existenzmöglichkeit bot. Sie zwang zur Dauermigration, denn war ein Dorf abgelaufen, hatte die Nachfrage sich erschöpft, musste der nächste Ort angesteuert werden. Neben dem Handel mit Altstoffen im Tausch oder gegen Geld gab es stets auch Sammler, die Abfälle aus Müllgruben oder Ähnlichem sammelten und ganz besonders marginalisiert waren, etwa die Strotter in Wien, die Fett und Knochen aus dem Abwasser in der Kanalisation fischten und als Rohstoff verkauften. 
Mit der Industrialisierung verloren Lumpen für die Papierherstellung durch den Übergang auf andere Ausgangsstoffe ihre Rolle, während die Wiederverwertung von Altstoffen aus Metall erheblich an Bedeutung zunahm. Dort, wo Menschen von der Altstoffverwertung lebten, wechselten sie den Gegenstand ihrer Tätigkeit. Es erstaunt vor diesem Hintergrund nicht, dass in der Fortführung traditioneller Erwerbsweisen bis heute zahlreiche Roma sowie Jenische, wie sie sagen, „schrotteln“. In Verbindung mit dieser Tätigkeit steht der ebenfalls traditionell von diesen Gruppen ausgeübte Antiquitätenhandel, indem auch alte Gebrauchsgegenstände gesammelt und verkauft wurden, die keinen Materialwert hatten (wie z. B. Möbel), aber als Sammelobjekte an interessierte Kreise veräußert werden konnten. Auch hier spielte die Mobilität eine Rolle, indem etwa Bauernmöbel auf dem Land gekauft und in Städten an Sammler oder weitere Händler veräußert wurden.

## Soziale Ausgrenzung
Die soziale Marginalisierung der Altstoffsammler, die bis heute fortexistiert, spiegelt sich in dem Schimpfwort Haderlump, abgeleitet von Hadern für Lumpen. In der Gegenwart führen die hohen Preise für Altmetall zu häufigem Metalldiebstahl, daher werden auch seriöse Altmetallsammler oft mit Argwohn betrachtet.

## Gegenwart
In fortgeschrittenen Industrieländern ist die Tätigkeit als individuelle Erwerbsweise weitgehend fortgefallen, da das Recycling von industriellen Unternehmen vorgenommen wird. Schrottsammler besetzen eher eine Nische, da sie kleinere Mengen von Schrott aus Privathaushalten übernehmen, deren Abholung sich für große Unternehmen nicht lohnt, die aber mangels eines geeigneten Fahrzeugs oder der notwendigen Zeit nicht vom Eigentümer selbst zum Recyclingunternehmen gebracht werden können. Zudem sind Schrottsammler oftmals schneller als die öffentliche Müllentsorgung, die mit einer gewissen Vorlaufzeit angefordert werden muss oder nur zu festgelegten Termin erfolgt, auch ist sie oftmals kostenpflichtig oder in der Menge des Abholguts begrenzt.
Nach wie vor gibt es daher in einigen deutschen Städten (vornehmlich im Ruhrgebiet) sogenannte Klüngelskerle, in anderen Regionen „Schrotteler“ oder „Schrottis“ genannt. Diese fahren mit einem Lieferwagen und lauter, vom Band abgespielter Flöten-Musik, häufig die sogenannte „Schrotthändlermelodie“, deren Komponist unbekannt ist, Weihnachtsmelodien oder Musik aus dem SNES-Spiel Super Mario World (früher mit Piccoloflöte) durch die Straßen, um Metallschrott einzusammeln. Auch das traditionellere Läuten mit einer Glocke, entweder von Hand oder mit einer oft selbstgebauten, elektrisch betriebenen Vorrichtung, ist noch üblich. Die so informierten Bewohner der Straße rufen den Klüngelskerl laut an, um auf sich aufmerksam zu machen, damit ebendieser ihren Schrott entgeltlos einsammelt und mitnimmt. Manche Schrottsammler sind daher in ihrem Tätigkeitsgebiet allgemein bekannt und gelten als Originale.
In Entwicklungsländern mit einem starken informellen Sektor ist das Sammeln und Aufarbeiten von Alt- und Reststoffen insgesamt jedoch nach wie vor bedeutend als Lebensgrundlage der Menschen an einem breiten sozialen Rand. In der Öffentlichkeit der Bundesrepublik und anderer entwickelter Industrienationen betätigen sich Flaschensammler am Rande von Massenveranstaltungen ebenso wie beim regelmäßigen Durchsuchen von Papierkörben und Mülltonnen nach Pfandgut.

## Details zur früheren und heutigen Alltagspraxis

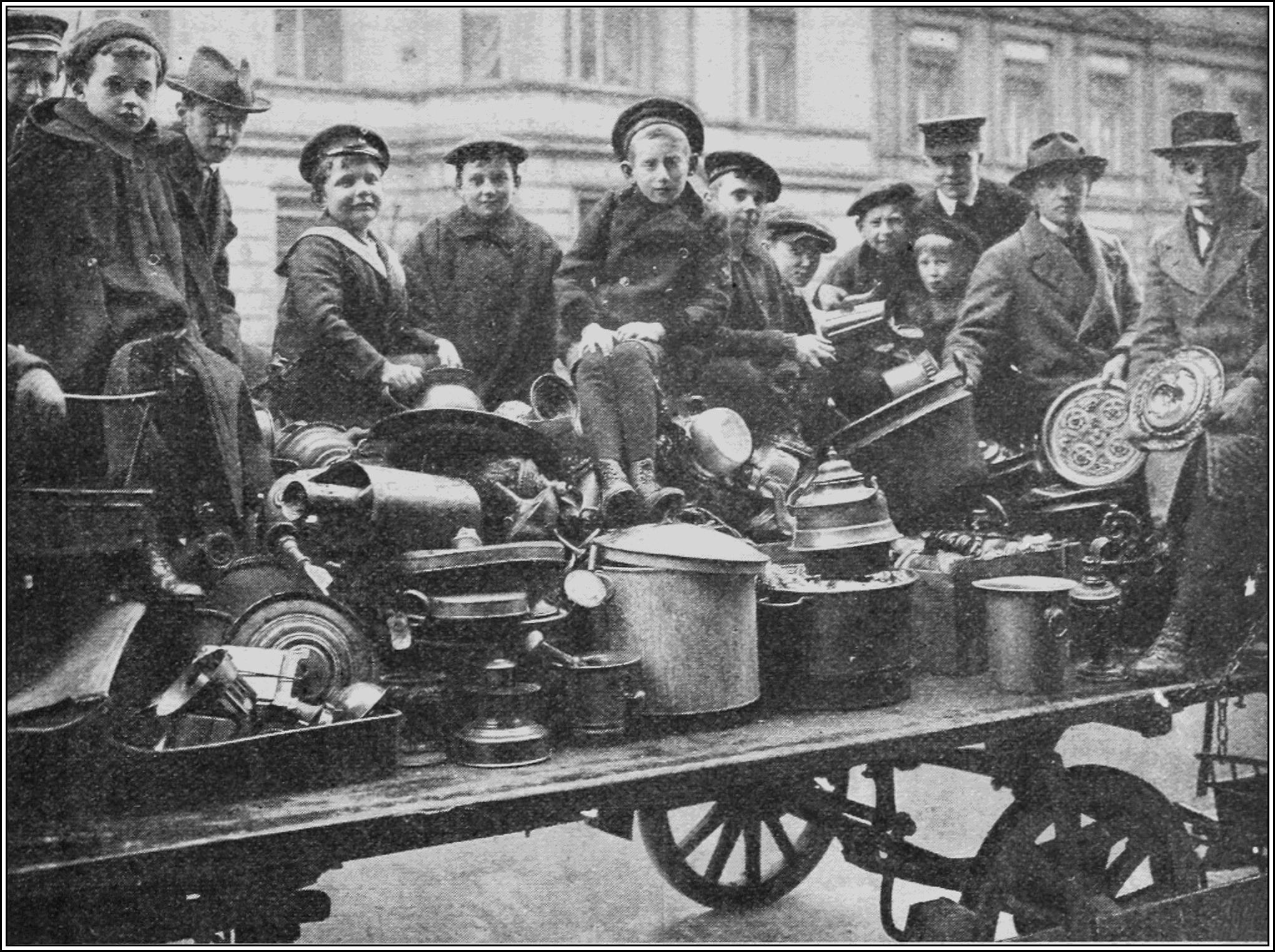
Altmetallsammeln im Ersten Weltkrieg

Die mit regional differierenden Bezeichnungen (in Westdeutschland etwa Klüngel(s)kerl, Klüngelspit oder einfach Pitter), in der Schweiz auch Güselsammler (heute abwertend, da Güsel = Abfall, der Ursprung dürfte jedoch von Kessel stammen → Kesselflicker) belegten Schrottsammler fuhren mit Pferdekarren oder Handwagen, später mit Autos in der Form der Pritschenwagen die Straßen ab und forderten zur Abgabe vor allem von Metallschrott jeder Art auf. Ihr Ruf „Lumpen, Alteisen, Papier“ belegt, dass das Sammelrepertoire grundsätzlich darüber hinausging. Dieser Ruf, begleitet durch ein Handglockengeläut oder auch eine kurze Melodie auf einer Blechflöte während der Fahrt wirkten auf die Präsenz im Stadtviertel. Kinder begleiteten dann die Blechflötenmelodie durch ein Spottlied („Lumpen, Eisen, Knochen und Papier – ausgefallne Zähne sammeln wir“). Während des Nationalsozialismus ist, spätestens für das Jahr 1937, eine Abwandlung des  Textes (als Sammellied) mit politischem Inhalt belegt:
Lumpen, Eisen, Silber und Papier,

ausgeschlagne Zähne sammeln wir.

Onkel Hermann braucht den Kram

für den Vierjahresplan.
Auf dem Hintergrund der allgemeinen Knappheit metallischer Rohstoffe hat das „Schrotteln“ noch einmal an Bedeutung gewonnen. Die heutigen Sammler setzen Lautsprecher ein, um wie eh und je mit einer Melodie auf sich aufmerksam zu machen. In jüngerer Zeit mit gestiegener Nachfrage nach Metall ist sogar mitunter eine weitergehende Werbung zu beobachten, indem die Abholung von Schrott etwa durch Autobeschriftungen, Verteilen von Handzetteln oder sogar Zeitungsanzeigen angeboten wird.

## Probleme und Konflikte
Auch wenn das Sammeln von Schrott und anderen Altstoffen zur Recyclingquote beiträgt und somit unter Umweltaspekten begrüßenswert ist, so ergeben sich doch auch negative Aspekte, auch jenseits des Fehlverhaltens nur einzelner Personen. Teilweise ist etwa zu beobachten, dass Schrottsammler die öffentliche Abfallentsorgung für sich auszunutzen versuchen, indem sie aus am Straßenrand bereitgestelltem Sperrmüll Metallteile entnehmen. Dies wird von Kommunalen Abfallentsorgungsunternehmen nicht gerne gesehen, da ihnen hierdurch die Einnahmen aus dem Verkauf der Wertstoffe entgehen. Zudem erfolgt die Entsorgung von nicht verwertbaren Reststoffen (z. B. Kühlmittel aus Kühlschränken; Kunststoffgehäuse, Isoliermaterial usw.) durch die Schrottsammler nicht immer fachgerecht.
Nicht zuletzt auch vor diesem Hintergrund wurden ab 2012 verschiedene Vorschriften erlassen: So ist die Annahme von Elektrogeräten durch Schrottsammler mittlerweile generell verboten, in vielen Städten und Regionen müssen Schrottsammler ihre Tätigkeit bei der zuständigen Umweltbehörde anmelden  und sich auf Sachkunde und Zuverlässigkeit überprüfen lassen. Bei Fehlverhalten kann ihnen das Sammeln untersagt werden.

## Schrott-Tagespreis
Schrotthändler oder Schrottsammler kaufen auch größere Mengen Schrott von Firmen/Privathaushalten zu einem Schrott-Tagespreis auf. Der Schrottpreis hängt von der Sortenreinheit des Sammelgutes und dem aktuellen Marktpreis ab. Dieser Preis folgt mit kurzer Verzögerung den Bewegungen der Märkte für Sekundärrohstoffe und kann sich täglich ändern.